# Julius Riedmüller
Julius Riedmüller (* 27. Mai 1888 im Deutschen Reich; † Oktober 1962, vermutlich in München) war ein deutscher Schauspieler bei Bühne und Film.

## Leben und Wirken
Riedmüller begann seine Bühnenlaufbahn rund um das Jahr 1910 und spielte bis in die 1920er Jahre hinein in der deutschen Provinz, von Sigmaringen (wo er auch Regie führen durfte) bis Dresden. Nach dem Ersten Weltkrieg ließ er sich in München nieder, wo er die kommenden drei Jahrzehnte dem Bayerischen Staatsschauspiel angehörte. Gleich nach dem Zweiten Weltkrieg erhielt er eine zusätzliche Aufgabe zugeteilt: Riedmüller, nunmehr im Ensemble nur noch selten beschäftigt, wirkte dort als Direktor der Opern-Hausverwaltung. Außerdem war der Künstler nach 1945 im Verwaltungsrat der Genossenschaft Deutscher Bühnen-Angehöriger tätig. Mit 65 Jahren wurde er schließlich pensioniert.
Bereits zu Stummfilmzeiten trat Julius Riedmüller auch hin und wieder vor die Kamera und verkörperte in diversen kleineren Rollen Chargen aller Arten. So sah man ihn unter anderem als Offizier der „Emden“ in dem Kriegsfilm Unsere Emden, als Gendarm an der Seite von Heinz Rühmann in Der Außenseiter, als Feldjäger in Das Fräulein von Barnhelm, als Affenwärter in Harry Piels dramatischer Zoo-Geschichte Gesprengte Gitter und als Hofkoch in der Märchenverfilmung Der kleine Muck, seinem letzten Film. Das Gros dieser Produktionen entstand in Riedmüllers Heimatstadt München oder wurde von dort ansässigen Firmen hergestellt. Riedmüller stand 1944 in der Gottbegnadeten-Liste des Reichsministeriums für Volksaufklärung und Propaganda.

## Filmografie
- 1927: Das Geheimnis von Genf
- 1929: Wenn der weiße Flieder wieder blüht
- 1932: Kreuzer Emden
- 1935: Der Außenseiter
- 1935: Die große und die kleine Welt
- 1936: Der lachende Dritte
- 1939: Drei wunderschöne Tage
- 1940: Das Fräulein von Barnhelm
- 1940/53: Gesprengte Gitter
- 1943: Orient Express
- 1944: Der kleine Muck